# Hanna Sheehy-Skeffington
Johanna Mary Sheehy Skeffington (Kanturk, 24 mei 1877 – Dublin, 20 april 1946) was een Iers feminist, nationalist en suffragette. In 1908 werd zij medeoprichter van de Irish Women's Franchise League, een organisatie die vrouwenkiesrecht voorstond. Zij stond tevens aan de basis van de vakbond Irish Women Workers' Union.

## Jeugd
Hanna Sheehy was het oudste kind van Elizabeth McCoy en David Sheehy. Hoewel Hanna Sheehy in het huis bij hun textielfabriek met watermolen in County Cork werd geboren, groeide zij vanaf haar derde levensjaar op in Loughmore (County Tipperary). Haar vader werd in de loop van Hanna’s jeugd verkozen tot parlementslid voor het toenmalige kiesdistrict South Galway – Sheehy senior was lid van de Irish Parliamentary Party. Dientengevolge verhuisde het gezin in 1887 naar Dublin.
Daar kreeg Hanna Sheehy een opleiding aan het Dominicanen Convent in Eccles Street. En nadat ze een paar maanden in Frankrijk en Duitsland had vertoefd om te herstellen van een mogelijke tuberculoseinfectie, kon zij eind 1895 met een beurs Frans en Duits gaan studeren aan St Mary's University College, van dezelfde orde. In 1899 behaalde Sheehy een Bachelor of Arts in moderne talen aan de Royal University of Ireland, in 1902 gevolgd door een Master. Aansluitend aan een korte periode als au pair in Parijs nam het convent in Eccles Street haar aan als docent. Later verruilde zij die functie voor een positie aan het Rathmines College of Commerce.

## Suffragette

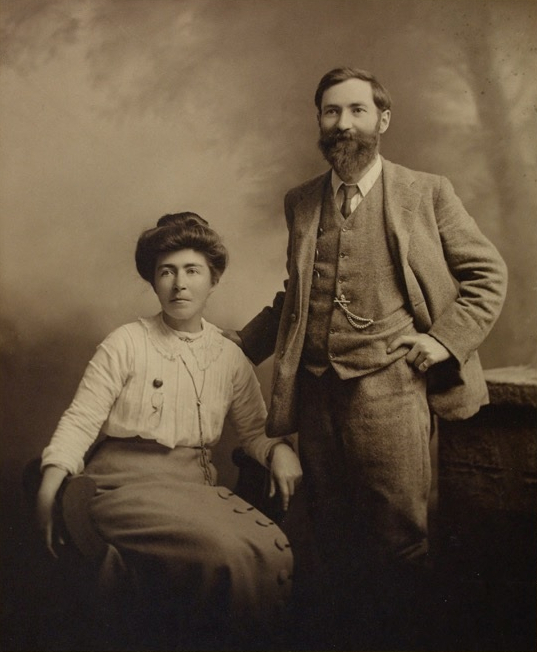
Hanna en Frank Sheehy Skeffington rond 1900

In juni 1903 huwde Hanna Sheehy Francis (Frank) Skeffington, een registrar verbonden aan University College die zij had ontmoet via James Joyce, een vriend van haar broer Richard en tevens van Skeffington. Hanna en haar echtgenoot besloten zich uit gelijkheidsprincipe beide voortaan Sheehy Skeffington te gaan noemen. Frank Sheehy Skeffington was bevriend met Thomas MacDonagh; zij waren collegae geweest op het St Kieran's College in Kilkenny, waar Frank Skeffington zijn baan had opgezegd na een onenigheid over vrouwenrechten. Hanna Sheehy Skeffington was zelf haar hele leven bevriend met vakbondsvrouw en suffragette Cissie Cahalan.
Het echtpaar Sheehy Skeffington maakte zich sterk voor vrouwenkiesrecht en belandde hierdoor herhaaldelijk in de gevangenis.  Beide waren lid van de Irish Women's Suffrage and Local Government Association en in 1908 behoorden zij tot de oprichters van de Irish Women's Franchise League (IWFL). Ondanks Hanna’s zware bevalling van haar zoon Owen was zij enkele weken later al weer actief voor de vrouwenbeweging. Ze schreef artikelen over onderwijs voor The Nation en Bean na hÉireann (Vrouw van Ierland). Samen met James H. Cousin en haar man Frank richtte Hanna Sheehy Skeffington in 1912 het door de IWFL uitgegeven weekblad The Irish Citizen op. In september 1911 was zij met initiatiefnemers Rosie Hackett en Delia Larkin een van de twaalf oprichters van de Irish Women Workers' Union.
Met andere suffragettes verzorgde Hanna Sheehy Skeffington gedurende de Lock-out van 1913 maaltijden voor de gezinnen van de stakers. In 1915 weigerde de Britse overheid haar toestemming om het Internationaal Vrouwencongres in Den Haag bij te wonen, omdat zij zich sterk had verzet tegen deelname van Ieren aan de Eerste Wereldoorlog.

## Paasopstand
Hoewel de bevriende James Connolly, een van de leiders van het Irish Citizen Army, Hanna Sheehy Skeffington had aangeraden thuis te blijven, verraste de Paasopstand van 1916 haar. Tegen haar pacifisme in schaarde zij zich achter de rebellen en bracht hun eten in het General Post Office; hun standpunt pro vrouwenrechten in the Proclamation had haar overtuigd. Frank Sheehy Skeffington probeerde juist de opstand en de plunderingen in Dublin te stoppen. Op de maandagavond werd hij daarbij gearresteerd en naar de Cathal Brugha Barracks in de wijk Portobello gebracht. Samen met twee journalisten is hij de volgende woensdagochtend in opdracht van kapitein Bowen-Colthurst zonder proces gefusilleerd.
In de maanden na de Paasopstand bleef Hanna Sheehy Skeffington samen met parlementslid John Dillon bij de Britse autoriteiten aandringen op erkenning en een onderzoek naar en gerechtigheid omtrent de dood van haar man. Uiteindelijk kwam het tot een rechtszaak voor de krijgsraad, waarin Bowen-Colthurst schuldig werd bevonden. Doordat hij tegelijkertijd ontoerekeningsvatbaar is verklaard, kreeg hij geen straf opgelegd en mocht hij zijn leven ongemoeid voortzetten in Canada, waar hij inmiddels was gestationeerd.

## Campagne in de Verenigde Staten
Op uitnodiging van de Friends of Irish Freedom reisde Sheehy Skeffington clandestien naar de Verenigde Staten, waar zij – geschaduwd door de Amerikaanse en Britse geheime diensten – gedurende 1917 en de eerste helft van 1918 lezingen hield over haar ervaring met Brits militarisme. Haar campagne bracht $ 40 000 op, die zij kort na haar terugkeer op Ierse bodem in juli 1918 overdroeg aan Michael Collins, voorman van de Irish Volunteers en van Sinn Féin. Tevens had de campagne haar tot een bekend en veel gevraagd spreker doen uitgroeien – mede door haar onderhoud met president Woodrow Wilson. Desalniettemin werd zij gearresteerd en op basis van de Defence of the Realm Act 1914 samen met onder meer Constance Markievicz, Kathleen Clarke en Maud Gonne gevangen gezet in Londen. Nadat Sheehy Skeffington in hongerstaking was gegaan, werd ze vrijgelaten.

## Onafhankelijkheid
Tijdens de Ierse Onafhankelijkheidsoorlog maakte Sheehy Skeffington propaganda voor Sinn Féin, de partij waarvan zij na haar vrijlating lid was geworden. Uitnodigingen voor Cumann na mBan sloeg ze af, omdat zij zich niet ondergeschikt wilde maken aan mannen. Daarnaast werd zij burgerrechter. Enkele maanden moest ze zich schuilhouden voor de Britse politie. In 1920 is zij verkozen in de Dublin Corporation, de gemeenteraad van Dublin. Ook werd ze actief voor en bestuurslid van het Ierse Witte Kruis. In deze periode vielen de Black and Tans haar voortdurend lastig om haar activiteiten te dwarsbomen.

## Burgeroorlog
Gesteund door veel andere vrouwen probeerde Hanna Sheehy Skeffington bij het uitbreken van de burgeroorlog het tij te keren. Toen dat mislukte, koos zij de kant van de republikeinse Sinn Féin-tak, die tegen het Anglo-Iers Verdrag was. Éamon de Valera vroeg haar met Kathleen Boland en Linda Kearns naar de Verenigde Staten te reizen voor fondsenwerving.
Het geld ($ 123 000) was bedoeld voor de families van Iers republikeinse soldaten die in de Ierse Vrijstaat gevangen zaten. Sheehy Skeffington trok zich hun lot aan en behoorde tot de Prisoners' Defence Association. In 1922 werd ze met Maud Gonne en Charlotte Despard medeoprichter van de Women Prisoners' Defence League. In dit kader vaardigde Éamon de Valera haar af naar de Volkenbond om de erkenning van de Ierse Vrijstaat aan te vechten; zij keerde onverrichter zake terug. In Ierland werd vervolgens haar lesbevoegdheid ingetrokken, omdat zij weigerde trouw te zweren aan de Britse koning.

## Journalist en vredesactivist
Sheehy Skeffington zette haar carrière voort als journalist voor onder meer An Phoblacht, een weekblad van Sinn Féin, waaraan ook Seán MacBride bijdragen leverde. Tussentijds was zij lid en medewerker geweest van de nieuwe politieke partij Fianna Fáil. In 1926 werd Sheehy Skeffington lid van de Women's International League for Peace and Freedom, waarvan ze ook enige tijd vicevoorzitter was.

## Socialist

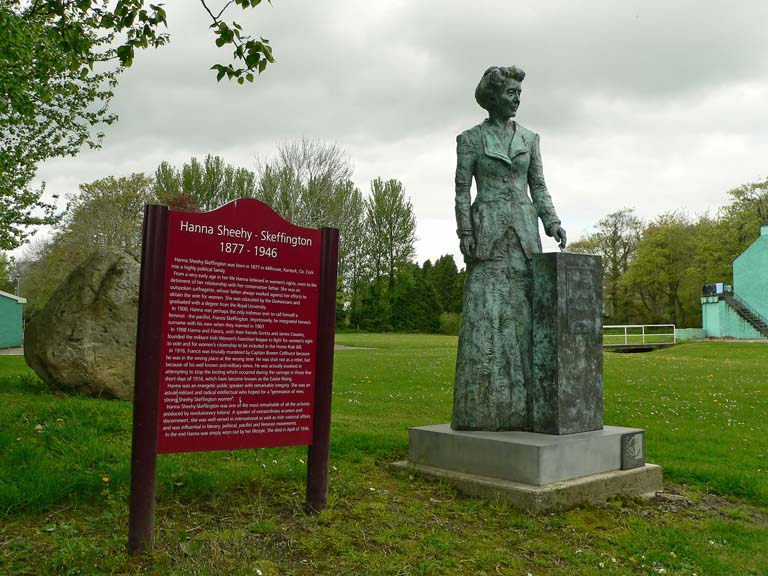
Bronzen beeld van Hanna Sheehy Skeffington in haar geboorteplaats Kanturk

In de jaren dertig intensiveerde Sheehy Skeffingtons sociale engagement en profileerde ze zich steeds socialistischer. In 1930 bracht zij een bezoek aan de Sovjet-Unie. Ondertussen werd An Phoblacht verboden en zat de hoofdredacteur gevangen. Sheehy Skeffington werd redacteur voor diens vervanger, de Republican File – een socialistisch blad. Daarnaast hield zij zich bezig met de Women Prisoners' Defence League en met de National Aid Association, die de families van gevangenen steunde. In januari van 1933 zat ze vijftien dagen in hechtenis in Armagh, vanwege het overtreden van een inreisverbod voor Noord-Ierland.
Als medeoprichter van de Women’s Social and Progressive League (1937) slaagde Sheehy Skeffington er niet in om namens deze vrouwenpartij in het Iers parlement te worden verkozen. Een poging om in 1943 als onafhankelijk kandidaat namens Dublin voor die Dáil te worden verkozen mislukte eveneens. Gaandeweg ging haar gezondheid achteruit en in het paasweekend van 1946 overleed ‘the ablest woman in Ireland’.
Hanna Sheehy Skeffington ligt begraven naast haar echtgenoot Frank op Glasnevin Cemetery.

## Eerbetoon
Als eerbetoon aan Hanna Sheehy Skeffington is in haar geboorteplaats Kanturk een bronzen beeld van haar geplaatst.
Op initiatief van studenten vrouwenstudies aan de Nationale Universiteit van Ierland, Dublin is het gebouw van Gender Studies in de jaren negentig officieel omgedoopt tot Hanna Sheehy-Skeffington Building.
Op de sokkel van het standbeeld van Millicent Fawcett op Parliament Square in Londen zijn de naam en een foto van Hanna Sheehy Skeffington en die van 58 andere suffragettes aangebracht.
In de National Library of Ireland worden haar geschriften bewaard in de collectie Sheehy-Skeffington Papers.
Op de muur van Dublin Castle aan de kant van Ship Street herinnert een blauwe plaquette aan het feit dat Hanna Sheehy Skeffington daar in 1912 ruiten heeft ingegooid tijdens een protest voor vrouwenrechten.